# Adrian Weinberg
Adrian Leonardo Weinberg, född 25 november 2001 i Los Angeles i Kalifornien, är en amerikansk vattenpolomålvakt. Han ingår i USA:s herrlandslag i vattenpolo i olympiska sommarspelen 2024 och han ingick i laget som tog guld vid panamerikanska spelen 2023.
Efter skoltiden vid Oaks Christian School i Westlake Village studerade Weinberg vid University of California, Berkeley där han var målvakt för California Golden Bears.